# Giovanni Liotti
Giovanni Liotti (Tripoli, 27 marzo 1945 – Roma, 9 aprile 2018) è stato uno psichiatra e psicologo italiano.

## Biografia
Si laureò in medicina e chirurgia all'Università di Roma La Sapienza nel 1973, dove si specializzò poi in psichiatria nel 1975, presso la clinica psichiatrica universitaria. Qui rimase come assistente e ricercatore fino al 1985, quindi svolse attività didattica e di ricerca in psicologia cognitiva presso vari enti pubblici e privati, in Italia e all'estero (USA, Spagna, Inghilterra).
Allievo di Victor Meyer, nel 1972 fu uno dei fondatori della Società italiana di terapia comportamentale e cognitiva (SITCC), di cui è stato anche presidente dal 2000 al 2006. Nel 1985, fu altresì socio fondatore dell'A.R.P.A.S. (Associazione per la ricerca sulla psicopatologia dell'attaccamento e dello sviluppo), di cui lo stesso John Bowlby è stato presidente onorario. Fu lo stesso Bowlby, infatti, a riconoscere più volte i punti di contatto e di scambio tra il suo lavoro e quello di Liotti.
Viene considerato uno dei padri del cognitivismo evoluzionista e uno dei massimi esperti mondiali sulle tematiche di trauma e dissociazione.
Fu autore di più di 200 pubblicazioni apparse, in Italia e all'estero come libri, saggi, articoli di riviste scientifiche, capitoli di libri, voci enciclopediche e prefazioni, nonché partecipante dei comitati di redazione di numerose riviste scientifiche, sia italiane sia internazionali, come Psicobiettivo, Psicoterapia, Psichiatria e Psicoterapia, Terapia Familiare, Cognitivismo Clinico, Revista de Psicoterapia, e infine Journal of Cognitive Psychotherapy.
Nel 2005 Liotti ha ricevuto il premio Pierre Janet's Writing Award dell'International Society for the Study of Dissociation (ISSD), per il suo contributo agli studi sul ruolo eziopatogenetico di trauma e dissociazione. Nel 2006 ha ricevuto il premio Mente e Cervello del Centro di Ricerca in Scienza Cognitiva, dell'Università e Politecnico di Torino.

## Alcune opere
- Guidano, V.F., Liotti, G. (1979), Elementi di psicoterapia comportamentale, Bulzoni Editore, Roma.
- Guidano, V.F., Liotti, G. (1983), Cognitive processes and emotional disorders, Guilford Press, Inc., New York (Traduzione italiana: Processi cognitivi e disregolazione emotiva, edizione italiana a cura di Antonio Onofri e Cecilia La Rosa, Edizioni ApertaMenteWeb, Roma, 2018).
- Liotti, G. (1994), La dimensione interpersonale della coscienza, Carocci editore, Roma.
- Liotti, G. (2001), Le opere della coscienza. Psicopatologia e psicoterapia nella prospettiva cognitivo-evoluzionista, Raffaello Cortina Editore, Milano. ISBN 978-8870787191
- Liotti, G., Monticelli, F. (a cura di) (2002), Teoria e clinica dell'alleanza terapeutica. Una prospettiva cognitivo-evoluzionista, Raffaello Cortina Editore, Milano.
- Liotti, G. (2004), Le discontinuità della coscienza, FrancoAngeli, Milano.
- Liotti, G. Monicelli, F. (a cura di) (2008), I sistemi motivazionali nel dialogo clinico. Il manuale AIMIT, Raffaello Cortina, Milano.
- Liotti, G., Farina, B. (2011), Sviluppi traumatici. Eziopatologia, clinica e terapia della dimensione dissociativa, Raffaello Cortina, Milano. ISBN 978-88-6030-397-4
- Liotti, G. (2025), Lezioni di psicoterapia. Teoria e pratica clinica, a cura di Benedetto Farina, Lucia Tombolini, Nando Brunetti, Raffaello Cortina, Milano.